# Phryganea
Phryganea is een geslacht van grote tot zeer grote schietmotten, behorende tot de familie Phryganeidae.

## Soorten
- Phryganea atomaria Gmelin, 1789
- Phryganea bipunctata Retzius, 1783
- Phryganea cinerea Walker, 1852
- Phryganea grandis Linnaeus, 1758 (typesoort)
- Phryganea japonica McLachlan, 1866
- Phryganea labefacta Scudder, 1890
- Phryganea miocenica Cockerell, 1913
- Phryganea nattereri Brauer, 1873
- Phryganea rotundata Ulmer, 1905
- Phryganea sayi Milne, 1931
- Phryganea sinensis McLachlan, 1862
- Phryganea spokanensis Carpenter, 1931
- Phryganea wickhami Cockerell, 1914

In de Benelux komen twee soorten algemeen voor: Phryganea bipunctata en Phryganea grandis.